# Guerra Civil II
Guerra Civil II (título original: Civil War II) É uma minissérie crossover de história em quadrinhos americana publicada pela Marvel Comics. Escrita por Brian Michael Bendis e ilustrada por David Marquez, o enredo consiste no surgimento de um personagem que tem o poder de prever eventos futuros com alto grau de precisão. A utilização dessa habilidade profética divide os super-heróis em dois grupos: o liderado pela Capitã Marvel, se posicionando a favor de que a justiça pode ser aplicada antes do crime, e o grupo defensor do ponto de vista de que punições não podem ser empregadas previamente; este liderado pelo Homem de Ferro.
A minissérie foi publicada em nove números, a primeira edição em junho, aproveitando-se da publicidade do filme Capitão América: Guerra Civil, e o último em dezembro do mesmo ano. É a sequência da saga Guerra Civil de 2006.

## Enredo
Um Inumano chamado Ulysses Cain que tinha sido trazido recentemente nos Inumanos ajudou a salvar o dia de um Destruidor Celestial quando Medusa usou a informação de uma visão para advertir os Vingadores. Durante uma festa comemorativa, os heróis descobriram a fonte do conhecimento do Inumano. Capitã Marvel queria Ulysses para trabalhar com os Ultimates, a fim de enfrentar antecipadamente desastres antes que aconteçam, mas Homem de Ferro se opôs à ideia, sugerindo que era perigoso tomar suas visões para concedido por várias razões. O fato de que era possível evitar os acontecimentos que Caim viu significava que ele não tinha acesso a nada sobre pedra, além disso, pouco se sabia sobre como os poderes de Ulysses funcionavam, inclusive sua eficácia.Tony Stark também questionou a moralidade de parar e punir alguém por um desastre que eles poderiam potencialmente fazer, e talvez nem sequer soubessem que eles fariam, no entanto, Carol permaneceu inflexível em usar Caim, considerando que tinha funcionado perfeitamente em parar o Celestial.
Enquanto ele inicialmente só advertiu seus companheiros heróis na necessidade de ter cuidado com as visões de Ulysses e que curso de ação poderia ser tomado com base neles, Homem de Ferro eventualmente estabelecido para impedir Capitã Marvel de usar Caim mais uma vez após uma tentativa de parar preventivamente Thanos levou à morte da Máquina de Combate  e She-Hulk acabando em estado crítico.
Alimentado pelo sofrimento, o homem de ferro infiltrado New Attilan e sequestrou o jovem Inumano, a fim de estudar adequadamente e analisar seus poderes, mas não antes de entrar em uma breve briga contra a rainha Medusa, Crystal e Karnak. A Capitã Marvel, os Vingadores e os Ultimates derrubaram Tony Stark depois de convencer os Inumanos a deixá-los lidar com Stark sozinhos. Quando Stark foi confrontado por seus colegas, Ulysses experimentou uma outra visão, uma em que um Hulk os matou que projetou a todos os presentes.
À luz dessa visão, Tony concordou em deixar Danvers ir falar com Bruce Banner contanto que ela não tentasse prendê-lo sem qualquer prova que ele Hulk-out. Tony e Carol acompanharam Banner até seu laboratório secreto em Utah e o confrontaram. Logo foi descoberto que Banner estava experimentando em si mesmo com células Gamma, mesmo depois de ter perdido os poderes. Quando esta informação veio à luz depois que o Fera invadiu os computadores de Bruce, Banner atacou seus colegas. Seu discurso e sua vida foram interrompidos quando uma flecha atingiu-o na cabeça, matando-o. O autor, Gavião Arqueiro, foi colocado em julgamento pelo assassinato de Banner, e descobriu-se que Bruce tinha encomendado a Clint a tarefa de tirar a vida com uma ponta de seta anti-Hulk especial se ele alguma vez foi para Hulk e Clint alegou que Bruce tinha visto os olhos verdes antes de atirar nele.
A tensão entre Homem de Ferro e Capitã Marvel aumentou, e Tony culpou Carol pela morte de Banner, alegando que ela a perseguia com suas ações.
Algum tempo após a absolvição de Gavião Arqueiro ter sido proferida, Tony Stark reuniu um grupo de heróis, incluindo o Capitão América, a Medusa e a Capitã Marvel para revelar que descobriu como os poderes de Ulisses funcionavam. Stark revelou que seu cérebro absorve automaticamente dados e energias em cascata de todo o mundo para criar suas visões, que são nada mais do que o resultado de um algoritmo complexo, com uma porcentagem de probabilidade real de dez por cento. Mesmo à luz dessa revelação, Danvers manteve-se firme em usar os poderes de Caim, o que levou o Homem de Ferro a tornar a situação pública, causando uma fenda na comunidade de super-heróis que rapidamente aumentou para um confronto entre os lados de Iron Man e Capitã Marvel no Triskelion.
Uma luta intensa seguiu levando ao Triskelion sendo fortemente danificado, eo navio dos Guardiões C.I.T.T. Sendo destruído pela Visão. Os Inumanos logo chegaram para ajudar o lado da Capitã Marvel. O conflito foi interrompido quando Ulysses teve uma visão de Miles Morales matando Steve Rogers em Washington, D.C., incitando Capitã Marvel a ordenar sua prisão.
No entanto, Steve Rogers impediu isso pedindo a Thor para levar Miles de volta para casa. Carol tentou persegui-los, mas ela foi contida pela Sra. Marvel. Maria Hill disse ao Homem de Ferro e seus aliados que eles estavam presos por atacar o Triskelion. Ela foi interrompida por Pantera Negra, que afirmou que ele não mais apoiou Carol e sua causa. Enquanto Hill estava preocupado, o Doutor Estranho lançou um feitiço que se transportou, seus aliados e o Pantera longe de lá. Homem de Ferro e seus aliados se refugiaram em uma das antigas bases de Nick Fury. Quando a noite caiu, Hill informou a Carol que Miles fora encontrado em Washington, D. C., em frente ao Capitólio.
O Capitão América logo chegou ao mesmo local. Pouco antes dos dois heróis serem confrontados pelo capitão Marvel, Ulysses experimentou uma visão que o transportou para um futuro onde seu Wolverine o adverte sobre as ações de Tony Stark. Antes que o capitão Marvel pudesse convencer Miles a vir com ela, Iron Man pisou para parar Danvers. Uma luta se seguiu, durante o qual Iron Man é aparentemente morto por Carol com um golpe de energia que atravessa sua armadura.